# Liste der Sekretäre des Hansekontors in Bergen
Die Liste der Sekretäre des Hansekontors in Bergen führt die bekannten Sekretäre des Hansekontors in Bergen. Sie folgt der Arbeit von Friedrich Bruns. Angegeben wird auch die besuchte Hochschule; die Sekretäre waren in ihrer Mehrheit graduierte Akademiker und wurden auf Vorschlag der Bergenfahrer in den beteiligten Hansestädten von diesen ernannt und vereidigt, bevor sie nach Norwegen entsandt wurden.
| Name und Lebensdaten                         | Studium                  | Amtszeit  | Besonderheiten und Anmerkungen | Abbildung |
| -------------------------------------------- | ------------------------ | --------- | --- | --------- |
| Hinrich Stammel                              | Rostock                  | 1448      | danach ab 1449 Sekretär im Hansekontor in Brügge |           |
| Christian von Geren († 1486)                 | Rostock                  | 1449–1459 | danach Sekretär und Chronist der Bergenfahrer in Lübeck |           |
| Hinrich Sommernat († 1467/68)                |                          | 1460–1467 | Verwandter des Syndicus der Hansestadt Lübeck Arnold Sommernat |           |
| Johann Nigemann                              | Rostock                  | 1475–1476 | danach Ratssekretär in Rostock |           |
| Theodericus Brandes († 16. August 1500)      | Rostock Köln             | 1478–1481 | danach Ratssekretär und Chronist in Lübeck |           |
| Konrad Langestroit                           |                          | 1491–1510 | |           |
| Marcus Roterdes                              |                          | 1512–1514 | kündigte, um Priester zu werden. Vertrat das Kontor noch nach dem Ausscheiden aus dem Amt; weiteres Schicksal unbekannt.                                                                       |           |
| Nicolaus Repenhagen                          | Rostock                  | 1517–1520 | Magister. 1520 in Wismar. Erhielt 1529 von den Lübecker Bergenfahrern die zweite Vikarie am St. Olav-Altar in der Lübecker Marienkirche und wirkte als Sekretär der Lübecker Bergenfahrer.     |           |
| Peter Kock                                   | Rostock                  | 1521–1526 | Magister. Auf der Heimreise wurde sein Schiff 1526 von dem Seeräuber Skipper Clement genommen, kein Besatzungsmitglied blieb verschont.                                                        |           |
| Peter Gercken                                | Rostock Frankfurt (Oder) | 1534/1535 | Magister und Bruder des Lübecker Bergenfahrers Bürgermeisters Joachim Gercken. Bezeichnet sich selbst in Schriftstücken als Kleriker der Diözese Ratzeburg und wurde später Domherr in Lübeck. |           |
| Christian Heister († 16. oder 26. Juli 1541) |                          | 1538–1541 | Magister. Vorher Substitut in der Lübecker Ratskanzlei. 1540 Vertreter des Kontors auf dem Hansetag in Lübeck. Gestorben in Bergen.                                                            |           |
| Jakob Raven                                  | Rostock                  | 1542–1546 | Magister. 1546 Ratssekretär in Rostock. 1548 Sekretär des Hansekontors in Antwerpen als Nachfolger des zum Lübecker Ratssekretär berufenen Nicolaus Wulff.                                     |           |
| Marcus Radeloff                              | Rostock                  | 1546–1551 | Erhielt die Kündigung. Kehrte an die Universität Rostock zurück und erwarb den Magister. Danach Rostocker Ratssekretär.                                                                        |           |
| Jakob Raven                                  |                          | 1552–1554 | Zweite Berufung nach Bergen. Der Zusage Ravens folgte seine Absage. |           |
| Blasius Tancke                               | Rostock                  | 1560–1561 | Magister. |           |
| Johann Hoppenacker                           | Rostock                  | 1565/1566 | aus Wismar |           |
| Werner Starke                                | Rostock                  | 1568–1579 | Magister, später Ratssekretär in Lübeck |           |
| Werner Schellenberg                          | Rostock                  | 1579–1584 | |           |
| Hermann Blomenberch († 25. Juni 1603)        | Rostock Helmstedt        | 1584–1603 | Begraben in der Marienkirche in Bergen. |           |
| Nikolaus Iserhard                            | Rostock                  | 1603–1608 | |           |
| Christoph Bernhard Schrader                  | Rostock                  | 1608–1628 | 1630 Ratsherr in Rostock |           |
| Hermann Bresser                              | Rostock                  | 1627      | Verwandter des Lübecker Ratsherrn Gerhard Grentzin. Verstarb noch vor seiner Abreise nach Bergen in Lübeck und wurde in der Petrikirche bestattet.                                             |           |
| Caspar Heigenius                             |                          | 1628–1634 | aus Quackenbrück |           |
| Friedrich Hartwich                           | Rostock                  | 1634–1644 | Stiftete die Skulptur des Jakobus Maior für die Marienkirche (Bergen) |           |
| Arnold Isselhorst (1615–1695)                | Rostock                  | 1644–1650 | danach Ratssekretär in Lübeck |           |
| Johann Melchior Rötlin                       | Rostock                  | 1650–1656 | zuvor 1648–1650 Vizesekretär des Kontors, später königlich dänischer Resident in Danzig, dann Kammersekretär in Kopenhagen und Rat im Kommerzcollegium.                                        |           |
| Johann Siricius (1630–1696)                  | Rostock                  | 1656–1666 | danach Ratssekretär, später Ratsherr und Lübecker Bürgermeister |           |
| Matthäus Stolterfoht                         | Kiel                     | 1667–1671 | Sohn des Pastors an der Lübecker Marienkirche Jacob Stolterfoht |           |
| Johann Dietrich von Gülich († 1672)          | Rostock                  | 1670–1672 | Zweiter Vorname divergiert Christoph/Dietrich ??? 1672 in Bergen verstorben und in der Marienkirche beigesetzt.                                                                                |           |
| Bernhard Elfers                              | Frankfurt/Oder           | 1672–1693 | später Ratsherr in Rostock († 1706) |           |
| Johan Brun                                   | Rostock                  | 1693–1701 | ab 1702 dänischer Zolleinnehmer in Nyborg auf Fünen |           |
| Christian Wilhelm Höltich (1671- nach 1728)  | Wittenberg Rostock       | 1701–1717 | |           |
| Michael Christoph Siricius                   |                          | 1717–1723 | Sohn des früheren Lübecker Ratssekretärs Christoph Siricius |           |
| Tobias Anthon Maysaal                        |                          | 1723–1731 | |           |
| Johann Carbiner (1696–1769)                  | Rostock                  | 1731–1741 | Wurde später Kaufmann in Bergen, bestattet in der Marienkirche. |           |
| Anton Ulrich Winckelmann                     |                          | 1741–1753 | |           |
| Johann Georg Schuckmann                      | Rostock                  | 1753–1761 | |           |